# Ivankivți, Nova Ușîțea
Ivankivți (în ucraineană Іванківці) este un sat în comuna Pîlîpî-Hrebtiivski din raionul Nova Ușîțea, regiunea Hmelnîțkîi, Ucraina.

## Demografie
Componența lingvistică a localității Ivankivți
     Ucraineană (95,34%)
     Rusă (3,84%)
     Alte limbi (0,82%)
Conform recensământului din 2001, majoritatea populației localității Ivankivți era vorbitoare de ucraineană (95,34%), existând în minoritate și vorbitori de rusă (3,84%).